# Liste des épisodes de Monster
 (février 2024).
- Si vous ne connaissez pas le sujet, laissez ce bandeau (vous pouvez alors contacter les auteurs).
- Si vous supprimez le contenu mis en cause (vous pouvez préalablement contacter les auteurs),

argumentez précisément cette suppression dans la page de discussion
(un manque de référence n'est pas un argument ; une recherche réelle de référence doit avoir été effectuée, être formellement documentée).
Cet article présente la liste des épisodes de Monster, un anime adapté du manga de même nom. Il n'y a pas de grande différence entre le manga et l'anime.
Remarque : les noms propres sont indiqués ici conformément à la version française de l'anime. Dans la version originale, le richissime père de Karl s'appelle Schubert, et non Schuwald. Par ailleurs, Runge est écrit ainsi dans les épisodes 31 et 74, et a été adapté en « Lunge » dans la version anglaise.

## Épisodes
| # | Titre                              | Titre Kanji            | Titre japonais                     | Première diffusion |
| --- | ---------------------------------- | ---------------------- | ---------------------------------- | ------------------ |
| 01 | On demande le docteur Tenma        | ヘルＤｒ．テンマ       | Heru Dokuta Tenma                  | 6 avril 2004       |
| Le Dr Kenzô Tenma, un neurochirurgien aux capacités hors normes, réussit une opération sur la chanteuse d’opéra F. Rosenbach. Une femme dont le mari est mort après avoir subi une opération l'accuse d’être responsable de sa mort. En effet, le Dr Tenma était censé opérer le mari qui est arrivé avant la chanteuse d’opéra. Une autre fois, il est confronté à cette situation : alors qu’il est sur le point d’opérer un jeune garçon atteint d’une balle dans la tête, le directeur de l’hôpital lui donne l’ordre d’aller opérer le maire qui est arrivé quelque temps après. |                                    |                        |                                    |                    |
| 02 | Pouvoirs et responsabilités        | 転落                   | Tenraku                            | 13 avril 2004      |
| Le Dr Kenzô refuse d’opérer le maire et ce sont le Dr Boyer et le Dr Oppenheim qui s’en occupent. Tenma réussit à sauver la vie du garçon, Johan, mais le maire meurt. Tenma est alors rétrogradé de son poste, et le directeur lui enlève le cas du garçon. Eva, la fille du directeur qui est aussi la fiancée de Tenma, rompt avec lui. Tenma, furieux, crie dans la chambre de Johan que le directeur Heinemann ne devrait pas avoir le droit de vivre. Une nuit, une infirmière découvre que les Drs Oppenheim et Boyer sont morts, et Eva trouve aussi son père mort dans son bureau. |                                    |                        |                                    |                    |
| 03 | Un châtiment excessif              | 殺人事件               | Satsujin Jiken                     | 20 avril 2004      |
| La police découvre que les trois hommes sont morts d’un empoisonnement. Quand Tenma arrive à l’hôpital, il constate que le garçon qu’il avait opéré et sa sœur ont disparu. L’inspecteur Runge du BKA, qui enquête sur ces trois meurtres, suspecte Tenma d’être le responsable. Eva essaye de se réconcilier avec lui, ce qu’il refuse. L’histoire passe alors neuf ans après : Tenma est appelé à opérer un homme renversé par une voiture. Il rencontre l’inspecteur Runge qui lui explique que l’homme est impliqué dans une enquête du meurtre. |                                    |                        |                                    |                    |
| 04 | Sauvé et dangereux                 | 処刑の夜               | Shokei no Yoru                     | 27 avril 2004      |
| L’inspecteur Runge interroge Adolf Junkers sur son implication dans plusieurs meurtres de couples d'âge moyen, mais il répond qu’il s’agit d’un ordre venu d’un Monstre. Tenma essaye de le convaincre d’avouer tout à la police. Il décide de suivre son conseil mais il découvre que le gardien a été tué, il essaye alors de s'échapper. Tenma, à son arrivée, découvre le corps du policier et suit Junkers dans la rue. Junkers est assassiné par un inconnu qui s’avère être Johan, le garçon que Tenma avait sauvé dans le passé. Johan admet avoir commis le meurtre du directeur ainsi que le meurtre des deux autres médecins. L’inspecteur Runge met maintenant la pression sur Tenma. |                                    |                        |                                    |                    |
| 05 | La jeune fille d'Heidelberg        | ハイデルベルクの少女   | Haideruberugo no Shojo             | 4 mai 2004         |
| Cet épisode est centré sur Nina Fortner, une étudiante en droit à l'université de Heidelberg. Elle consulte un conseiller médical sur ses rêves étranges à propos de son enfance. Un jour, elle reçoit des courriels d’un inconnu et s’interroge sur l'identité de l'expéditeur. Le Dr Tenma enquête sur les meurtres des couples et découvre qu’Anna Liebert, la sœur de Johan, est peut-être liée à Heidelberg. |                                    |                        |                                    |                    |
| 06 | L'article manquant                 | 失踪記事               | Shissō Kiji                        | 11 mai 2004        |
| Avec l’aide d’un journaliste, le Dr Tenma réussit à trouver l’adresse de la famille Fortner, et découvre que Nina dont le nom réel est Anna Liebert est partie rencontrer un inconnu. Il part à sa recherche et la sauve d’un homme qui essaye de l’empêcher de partir en le ligotant avec sa cravate. |                                    |                        |                                    |                    |
| 07 | Tragédie                           | 惨劇の館               | Sangeki no Kan                     | 18 mai 2004        |
| Le Dr Tenma et Nina retournent à la maison des Fortner, mais ils découvrent que les parents de la jeune femme ainsi que le journaliste ont été assassinés. Deux officiers de police arrivent sur place et leur demandent d’aller avec eux. Tenma suspecte que les deux hommes ne sont pas des vrais policiers et s’échappe avec Nina dans la forêt. Nina avoue à Tenma que c’est son frère qui a tué leurs parents adoptifs et qu'elle lui a tiré une balle dans la tête. Elle part et laisse Tenma seul. L’homme qui a essayé d’agresser Nina a été trouvé mort par l’inspecteur Runge. Il trouve aussi la cravate et suspecte qu’elle appartient au Dr Tenma. |                                    |                        |                                    |                    |
| 08 | Recherché                          | 追われる身             | Owarerumi                          | 25 mai 2004        |
| Le Dr Tenma retourne à Düsseldorf où il rencontre Eva (qui en est à son troisième divorce), celle-ci essaye de le persuader de se remettre ensemble. Il refuse et elle le menace d’aller rencontrer l’inspecteur Runge pour lui dire que la cravate qu’il avait trouvée lui appartient. Le Dr Tenma est forcé de fuir. |                                    |                        |                                    |                    |
| 09 | Un maître de guerre                | 老兵と少女             | Rōhei to Shojo                     | 1er juin 2004      |
| Hugo Bernhardt, un vétéran, accepte d’entraîner le Dr Tenma. Tenma apprend vite comment utiliser une arme à feu. |                                    |                        |                                    |                    |
| 10 | Le cambrioleur entremetteur        | 消された過去           | Kesareta Kako                      | 8 juin 2004        |
| Tenma continue son enquête et rencontre Otto Heckel, un criminel, et s’échappe avec lui avant d’être arrêté. Otto, pour s’arranger avec leurs ravisseurs, propose à Tenma d’opérer un homme suspecté d’une attaque terroriste. |                                    |                        |                                    |                    |
| 11 | Les salauds ne meurent jamais      | ５１１キンダーハイム   | 511 Kindāhaimu                     | 15 juin 2004       |
| Tenma découvre que Johan a été élevé dans l’orphelinat 511 Kinderheim. Il rencontre Hartmann, un ancien employé de l’orphelinat. Il rencontre aussi un jeune garçon nommé Dieter, qui est sous la charge de Hartmann. Tenma découvre que le garçon se fait abuser par Hartmann qui essaie de faire de lui un soldat. Il le ramène à l’hôpital et va ensuite découvrir l’histoire de cet orphelinat que beaucoup de gens ont peur de raconter. |                                    |                        |                                    |                    |
| 12 | Un orphelinat modèle               | ささやかな実験         | Sasayaka na Jikken                 | 22 juin 2004       |
| Tenma apprend maintenant l’histoire de l’orphelinat 511 Kinderheim. Tous les employés se sont entretués, et Johan en était la cause. Hartmann essaie alors de faire de Dieter le nouveau Johan. Hartmann récupère Dieter de l’hôpital mais Tenma réussit à le convaincre de le laisser partir avec lui. |                                    |                        |                                    |                    |
| 13 | Un médecin de campagne             | ペトラとシューマン     | Petra to Schumann                  | 29 juin 2004       |
| Tenma s'installe avec Dieter, et aide un médecin en traitant des patients d’un village local. Une vieille femme, qui est la mère d’un policier, refuse leurs soins. Ils découvrent qu’elle souffre d’une congestion cérébrale et qu’elle doit subir une opération. Tenma essaie de l’opérer mais son fils le menace de l’arrêter. |                                    |                        |                                    |                    |
| 14 | Sans amour on est rien du tout     | 残された男・残された女 | Nokosareta Otoko : Nokosoreta Onna | 6 juillet 2004     |
| L’inspecteur Runge est maintenant seul après que sa femme et leur fille enceinte l'ont quitté. Eva Heinemann séduit son jardinier et couche avec lui. La femme du jardinier retourne auprès de son mari, ce qui met Eva en rage ; elle incendie son jardin ainsi que sa maison. Il est à noter que c’est le premier épisode dans lequel n’apparaît pas le Dr Tenma. |                                    |                        |                                    |                    |
| 15 | Be My Baby                         | ビー・マイ・ベイビー   | Bī Mai Beibī                       | 13 juillet 2004    |
| Nina, qui se fait passer pour une prostituée, essaye de trouver des informations sur son frère Johan. Elle rencontre le « Bébé », un nain qui fait partie d’une organisation souhaitant recruter Johan pour la diriger. Tenma est aussi capturé par les membres de cette organisation. Nina découvre qu’ils organisent un plan pour incendier le quartier turc à Francfort. |                                    |                        |                                    |                    |
| 16 | La confession de Wolf              | ヴォルフの告白         | Vorufu no Kokuhaku                 | 20 juillet 2004    |
| Nina qui essaye de sauver une fille prisonnière découvre que tous les membres de l’organisation ont été éliminés par un assaillant inconnu. Tenma est enlevé par d’autres hommes pour rencontrer le Général Wolf, qui lui révèle son rôle dans la jeunesse de Johan avant de lui révéler que lui aussi veut la mort de Johan. |                                    |                        |                                    |                    |
| 17 | Tête de Turcs                      | 再会                   | Saikai                             | 27 juillet 2004    |
| Tenma, Nina, Dieter et Heckel essaient de déjouer le plan du Bébé et d'empêcher l'incendie du quartier turc. Nina rencontre finalement Tenma et elle lui avoue qu’elle essaie de tuer Johan. |                                    |                        |                                    |                    |
| 18 | Un restauratueur professionnel     | 五杯目の砂糖           | Gohaime no Satō                    | 3 août 2004        |
| Nina rencontre un propriétaire d’un restaurant italien qui était aussi son patron. Il s’avère qu’il est en réalité un tueur professionnel. |                                    |                        |                                    |                    |
| 19 | L'ombre de Johann                  | 怪物の深淵             | Kaibutsu no Shinen                 | 10 août 2004       |
| Le Dr Tenma rencontre le Dr Rudy Gillen, son collègue à l’université. Dr Gillen essaye de piéger Tenma en appelant les autorités. Après avoir parlé à un prisonnier, Gillen découvre que Tenma est peut-être innocent et l’aide à s’échapper. |                                    |                        |                                    |                    |
| 20 | Comme une ombre sur la route       | フライハムへの旅       | Freihamu e no Tabi                 | 17 août 2004       |
| Le Dr Tenma et Dieter voyagent avec un couple à Freiham. Tenma craint que le couple organise un plan pour le rendre aux autorités. |                                    |                        |                                    |                    |
| 21 | Des vacances heureuses             | 幸せな休日             | Shiawase na Kyujitsu               | 24 août 2004       |
| Nina confronte Muller, l’un des deux détectives responsables de la mort de ses parents, les Fortner. Muller découvre que son protégé Robert travaille sous les ordres de Johan. |                                    |                        |                                    |                    |
| 22 | Le piège de Runge                  | ルンゲの罠             | Runge no Wana                      | 31 août 2004       |
| Runge découvre que le meurtre d’un couple sans enfant ne correspond pas au modus operandi du tueur en série. Il décide d’utiliser cette opportunité pour tendre un piège pour Tenma. Alors qu’il est sur le point de l’arrêter, Runge est blessé par le vrai tueur. Tenma s’occupe de ses blessures. |                                    |                        |                                    |                    |
| 23 | Les confidences d'Eva              | エヴァの告白           | Eva no Kokuhaku                    | 7 septembre 2004   |
| Eva Heinemann est arrêtée pour ébriété en public et rencontre Roberto qui lui ramène son sac qu’elle a oublié la nuit précédente avant de se faire arrêter par la police. Roberto lui confesse son lien avec Johan et Eva lui dit qu’elle était témoin du meurtre de Junkers par Johan. |                                    |                        |                                    |                    |
| 24 | Le repaire du gangster             | 男達の食卓             | Otokotachi no Shokutaku            | 14 septembre 2004  |
| En échange de sa vie, Roberto demande à Eva de confronter Tenma qui soigne un chef de la mafia dans une maison de campagne. Eva est blessée par Roberto avant qu’elle ne puisse compléter sa mission. Roberto a utilisé Eva seulement pour accéder à la maison où se trouve Tenma. Eva est sauvée par Tenma. |                                    |                        |                                    |                    |
| 25 | Un fauteuil pour deux              | 木曜日の青年           | Mokuyōbi no Seinen                 | 28 septembre 2004  |
| Karl Neumann et Lotte Frank deux étudiants qui étudient le latin chez Hans Georg Schuwald. Lotte Frank assiste Karl à la recherche de son père biologique, qui n'est autre que son patron, Schuwald. Edmund Farren, un autre étudiant qui travaille aussi chez Schuwald, se fait passer pour son fils. Karl rencontre Johan Liebert qui est inscrit dans la même université. |                                    |                        |                                    |                    |
| 26 | Un privé… d'alcool                 | 秘密の森               | Himitsu no Mori                    | 5 octobre 2004     |
| Richard Braun, un détective privé, est engagé par Schuwald pour découvrir la vérité sur le suicide d'Edmund Farren. Johan aide Karl à se réconcilier avec son père. |                                    |                        |                                    |                    |
| 27 | Retrouvailles filiales             | 証拠の品               | Shōko no Shina                     | 12 octobre 2004    |
| Richard essaye de se réconcilier avec son ex-femme. Johan réussit à réunir Karl avec son père biologique, Hans Georg Schuwald. |                                    |                        |                                    |                    |
| 28 | Une pelote d'affaire               | ただ一つの事件         | Tada Hitotsu no Jiken              | 19 octobre 2004    |
| Schuwald informe Richard que l’affaire sur laquelle il enquête est résolue. Richard devient méfiant et découvre un lien entre le suicide de Farren, l’affaire du garçon qu’il a tué dans le passé et les meurtres de plusieurs couples. Il présente ses recherches à son conseiller médical qui lui, à son tour, contacte Dr Gillen, et suspecte que Johan est impliqué dans l’affaire de Richard qui lui a coûté sa famille et son travail. |                                    |                        |                                    |                    |
| 29 | L'exécution                        | 処刑                   | Shokei                             | 26 octobre 2004    |
| Dr Gillen confronte son patient prisonnier en lui montrant une photo de Johan. Le prisonnier se suicide avec le stylo de Dr Gillen. Richard commence à enquêter sur les origines de Johan. Johan l’amène avec lui sur un toit d’un bâtiment, et l’accuse d’être le meurtrier d’un jeune garçon innocent. Richard est retrouvé mort par la police. |                                    |                        |                                    |                    |
| 30 | La décision                        | ある決意               | Aru Ketsui                         | 2 novembre 2004    |
| La police croit que Richard est mort d’un accident après avoir bu une bouteille de whisky. Son docteur Reichwein ne croit pas cette histoire et décide de mener son propre enquête. Roberto essaye de l’éliminer en se faisant passer pour le mari d’une de ses patientes, mais Dr Tenma le sauve de justesse. |                                    |                        |                                    |                    |
| 31 | Au grand jour                      | 白日の下へ             | Hakujitsu no moto e                | 9 novembre 2004    |
| Dr Reichwein trouve une chambre pour Tenma et travaille avec lui pour élucider l’affaire du meurtre de Richard. Reichwein montre à Tenma où se trouve Johan. Reichwein apprend de Dieter que Tenma a disparu et lui demande de l’empêcher de devenir un meurtrier. |                                    |                        |                                    |                    |
| 32 | Le sanctuaire                      | 聖域                   | Seiiki                             | 16 novembre 2004   |
| Lotte, la fille qui a aidé Karl à retrouver son père, rencontre Nina ; elles deviennent amies. Tenma essaye de tuer Johan, mais il n’arrive pas à le faire. |                                    |                        |                                    |                    |
| 33 | Le jeu de la mort                  | 子供の情景             | Kodomo no Jyōkei                   | 23 novembre 2004   |
| Beaucoup d’enfants sont morts en jouant à un jeu suggéré par Johan. Dieter essaye de convaincre un autre enfant, sévèrement blessé, d’arrêter de suivre les conseils de Johan. Schuwald annonce faire un don de livres anciens à l'Université de Munich et une cérémonie a été planifiée pour cela. À la bibliothèque de l’université, Johan cherche un livre d’images pour le donner à l’enfant blessé mais il s’évanouit en lisant un livre d’Emil Scherbe, un auteur tchèque. Tenma envisage de tuer Johan à cette cérémonie. Dieter réussit enfin de convaincre l’autre enfant d'abandonner le jeu de Johan. |                                    |                        |                                    |                    |
| 34 | Hindenburg la rouge                | 闇の果て               | Yami no Hate                       | 30 novembre 2004   |
| Johan est sorti de l’hôpital et reçoit une lettre dont l’expéditeur est inconnu. Il rend visite à Margot Lange, une prostituée qui se fait passer pour Margot Lange, la mère de Karl Neumann. Elle essaye de lui faire du chantage mais Roberto la tue. Tenma aide une jeune femme qui travaille comme médecin sans avoir encore obtenu de diplôme. |                                    |                        |                                    |                    |
| 35 | Aveuglés par l'amour ou la haine   | 名なしのヒーロー       | Nanashi no Hīrō                    | 7 décembre 2004    |
| L’inspecteur Runge interroge les anciens amis japonais de Tenma pour en savoir davantage sur lui. Il examine le livre que cherche Johan. Dr Reichwein rencontre la famille adoptive de Johan, et Tenma entre furtivement durant la nuit dans la bibliothèque où aura lieu la cérémonie de donation, dans le but de tuer Johan. |                                    |                        |                                    |                    |
| 36 | Dernier train avant la sortie      | 混沌の怪物             | Konton no Kaibutsu                 | 14 décembre 2004   |
| Dr Reichwein rencontre Schuwald pour lui parler de Johan et l’avertir de ses plans. Reichwein découvre que la prochaine cible de Johan est Schuwald. Dr Gillen essaie de convaincre l’inspecteur Runge que Tenma est innocent et que Johan est en vérité le tueur en série. Runge croit que Johan existe mais seulement dans la tête de Tenma. Runge pense aussi que Schuwald est la prochaine cible de Tenma. Lotte découvre que Nina est la sœur jumelle de Johan et lui montre le livre d’images que Johan a lu avant de s’évanouir. |                                    |                        |                                    |                    |
| 37 | Le monstre sans nom                | なまえのないかいぶつ   | Namae no nai Kaibutsu              | 11 janvier 2005    |
| Nina commence à lire le livre que lui a donné Lotte et se rappelle quelques souvenirs. Elle décide alors d’aller à la cérémonie pour le confronter. Tenma, qui essaie de tuer Johan, est repéré par Roberto qui lui essaie d’assassiner Schuwald. Avant que Roberto ne puisse éliminer Schuwald, un incendie est déclenché par une femme engagée par Johan. Tenma tente d’arrêter Roberto et les deux pointent leur arme l’un vers l’autre ; l’épisode se termine avec un coup de feu sans que l’on sache qui a tiré. |                                    |                        |                                    |                    |
| 38 | Le diable dans les yeux            | 我が目の悪魔           | Waga me no Akuma                   | 18 janvier 2005    |
| C’est Tenma qui a tiré sur Roberto, et ce dernier tombe d’un balcon. Tenma décide d’aider les personnes prises en otage par l’incendie. Nina arrive à la cérémonie et rencontre Dieter et Dr Reichwein. Elle empêche Tenma de tuer son frère et décide de le faire par elle-même. Elle tire quelques coups de feu mais ne réussit pas à le toucher. |                                    |                        |                                    |                    |
| 39 | L'enfer dans les yeux              | 目の中の地獄           | Me no Naka no Jigoku               | 25 janvier 2005    |
| L’inspecteur essaie d’interroger Schuwald qui est en soins intensifs. Karl le convainc d’aller chercher Johan qui avait disparu après la cérémonie. Runge commence à croire que Johan existe vraiment. Nina quitte l’hôpital et suit une thérapie avec Dr Reichwein et Dr Gillen. Par la suite, elle décide d’aller à Prague pour savoir la vérité sur ses rêves et Dieter choisit de l’accompagner. Karl rencontre Dr Tenma pour lui transmettre le message de son père : « La mère des jumeaux est toujours en vie et vit à Prague ». |                                    |                        |                                    |                    |
| 40 | Grimmer                            | グリマー               | Gurimā                             | 1er février 2005   |
| Wolfgang Grimmer, un journaliste indépendant, enquête sur les cas de maltraitance d'enfants qui ont vécu dans les orphelinats de l’Allemagne de l’est. Dans le train, il rencontre Dr Tenma qui voyage à Prague, et il l’aide à s’échapper lorsque des policiers essaient de l’arrêter. |                                    |                        |                                    |                    |
| 41 | Un Grimmer éveillé                 | ５１１の亡霊           | 511 no Bōrei                       | 8 février 2005     |
| Grimmer rencontre Pedroff qui avait travaillé comme psychiatre à l'orphelinat 511 Kinderheim et l'interroge sur les expériences qu'il avait menées durant ce temps-là. Grimmer découvre qu'il abrite plusieurs orphelins dans sa maison et suspecte qu'il mène toujours ses expériences. Mais après avoir parlé avec les enfants, Grimmer constate qu'ils sont heureux avec lui. À leur retour à la maison, les enfants remarquent une femme qui rassemble à Nina. Pedroff est retrouvé sévèrement blessé dans sa maison et son assistante est morte. Avant de mourir, Pedroff donne à Grimmer la clé d'un coffre-fort où se trouvent des preuves sur les origines de Johan. |                                    |                        |                                    |                    |
| 42 | Le retour du Super Steiner         | 超人シュタイナーの冒険 | Chōjin Shutainā no Bōken           | 15 février 2005    |
| Filip Zeman enquête sur la mort de Pedroff et interroge Grimmer. Celui-ci est enlevé par deux hommes qui essaient de savoir où se trouve la clé. Il s'avère que Zeman est un membre de la police secrète de la Tchécoslovaquie. Les trois hommes le torturent mais la femme qui rassemble à Nina le sauve en les tuant. Grimmer croit que le Magnifique Steiner est responsable de leur mort. |                                    |                        |                                    |                    |
| 43 | Encore un bonbon inspecteur        | スーク刑事             | Sūku Keiji                         | 22 février 2005    |
| Le protégé de l'inspecteur Filip Zeman, le détective Jan Suk, enquête sur le meurtre de Zeman et des deux autres hommes et découvre les liens de Zeman avec la police secrète ainsi que l'identité de deux autres officiers corrompus. Il informe le commissaire Hamrlik sans savoir qu'il est en fait le chef des deux autres officiers. Le commissaire Hamrlik et les deux officiers, le détective Batella et le détective Janacek, sont alors empoisonnés par des bonbons au whiskey. Zuk se confie à une jeune femme qui semble être Nina Fortner. |                                    |                        |                                    |                    |
| 44 | Une confiance aveugle              | 二つの闇               | Futatsu no Yami                    | 1er mars 2005      |
| La mort du commissaire Hamrlik et des deux autres officiers corrompus crée une frénésie dans les médias. Suk interroge les enfants de Pedroff et l'un d'eux l'informe qu'ils ont un rendez-vous avec Grimmer. Les enfants rencontrent Grimmer et pendant ce temps-là, Suk le surveille puis lui parle. Suk conclut qu'il est innocent et Grimmer lui donne la clé du coffre-fort de Pedroff. Tenma arrive à Prague et recherche des informations sur la mère de Johan et d'Anna. Suk informe la pseudo-Nina Fortner, qui prétend s'appeler Anna Liebert, de tous les détails de son enquête. Anna Liebert s'avère être Johan qui se déguise en sa sœur Nina. |                                    |                        |                                    |                    |
| 45 | L'image du monstre                 | 怪物の残像             | Kaibutsu no Zanzō                  | 8 mars 2005        |
| Nepela, le nouveau commissaire à la police de Prague, commence à suspecter Suk. Suk rencontre Grimmer et avec la clé de coffre-fort de Pedroff, il retrouve une cassette et des documents sur les origines de Johan. L'inspecteur Novak et l'inspecteur Zanda qui ont été chargés de surveiller Suk sont assassinés par Johan, déguisé en Nina. |                                    |                        |                                    |                    |
| 46 | Guet-apens                         | 接点                   | Setten                             | 15 mars 2005       |
| Tenma apprend l'affaire de meurtre de Hamrlik et des autres officiers et fait le lien avec Johan. Il part à recherche de Suk. Tenma rend visite à la mère de Suk et découvre sa cachette. À l'insu de Tenma, Suk avait donné l'enregistrement à sa mère. Suk et Grimmer ont été attaqués par des membres de la police secrète. Grimmer devient furieux et massacre ses assaillants. Tenma arrive sur place et donne les premiers soins à Suk et aux autres membres de la police secrète. Grimmer révèle qu'il a passé son enfance à l'orphelinat 511 Kinderheim et explique à Tenma l'origine du Magnifique Steiner. |                                    |                        |                                    |                    |
| 47 | Aux portes du cauchemar            | 悪魔の扉               | Akuma no Tobira                    | 22 mars 2005       |
| Nina arrive à Prague et constat quelque chose d'étrange : les résidents du quartier l’appellent Anna Liebert. Tenma rend visite à l’inspecteur Suk, mais il découvre qu’il a été déplacé à un autre hôpital. Le colonel Karel Ranke, un ancien membre de la STB, invite Tenma et Grimmer pour faire un marché afin d'obtenir l’enregistrement pour un parti inconnu en Allemagne. Ils n’arrivent pas à un accord, et Ranke mentionne le nom de Franz Bonaparta, qui a pris soin de Johan et de sa sœur, qui est auteur de livres d’images et qui vit dans une villa couverte de roses. Nina et Dieter trouvent l’appartement où elle a vécu avec son frère et sa mère et quelques souvenirs lui reviennent. |                                    |                        |                                    |                    |
| 48 | Vacances à Prague                  | 一番怖いもの           | Ichiban Kowaimono                  | 29 mars 2005       |
| Nina est troublée par ses souvenirs. Tenma et Grimmer arrivent à un accord avec le colonel Ranke et les trois rendent visite à la mère de Suk pour récupérer l’enregistrement. À leur arrivée, ils découvrent que les preuves ont disparu et que Johan a effacé une partie de l’enregistrement en laissant un message pour Tenma. L’inspecteur Runge décide de prendre des vacances et part à Prague, où il rencontre son ancien collègue, le commissaire Nepela. Runge lui demande de lui traduire un livre d’images (Le Monstre sans nom). Il commence à interroger les amis de Suk et enquête sur Emil Scherbe, l’auteur du livre. |                                    |                        |                                    |                    |
| 49 | Cruel était son nom                | 一番残酷なこと         | Ichiban Zankokuna koto             | 5 avril 2005       |
| Runge rend visite à la mère de Suk. Les enfants de l’orphelinat de Pedroff essaient de prouver l’innocence de Grimmer, et un enfant appelé Milosh rencontre Anna Liebert, qui est en fait Johan et qui l'emmène avec lui. Milosh veut rencontrer sa mère et Johan l’envoie dans un quartier chaud pour lui prouver que personne ne veut de lui. Tenma et Grimmer réussissent à le retrouver avant qu’il ne se suicide. |                                    |                        |                                    |                    |
| 50 | L'enquête se corse                 | バラの屋敷             | Bara no Yashiki                    | 12 avril 2005      |
| Runge rend visite à Suk à l’hôpital, lui dit qu’il est le principal suspect de la série de meurtres et le conseille de suspecter la personne dont il se méfie le moins. Il affronte un garde à la sortie de la chambre de Suk et exige de rencontrer Ranke. Runge révèle à Ranke qu’il a obtenu des informations sur Emil Scherbe, Klaus Poppe et Jacov Vyrobek, trois pseudonymes d'une même personne, Franz Bonaparta. Il visite ensuite la Maison des roses. Tenma rencontre Zoback, un ancien éditeur des œuvres de Franz Bonaparta. Après son départ, Zoback appelle la police. Tenma et Grimmer se séparent, puis la police arrive et arrête Tenma. |                                    |                        |                                    |                    |
| 51 | Mobilisation                       | 怪物のラブレター       | Kaibutsu no Raburetā               | 19 avril 2005      |
| Cet épisode revient sur le passé d'Hans Georg Schuwald, et notamment sur sa relation avec la mère de Karl et son lien avec Johan. Après l’annonce de l’arrestation de Dr Tenma, plusieurs personnes (Dr Reichwein, Hans Georg Schuwald, Dr Schumann et Petra, Karl Neumann, Dr Becker, d'anciens patients d’Eisler Memorial Hospital) ont été choquées, sauf Eva Heinemann qui estime qu’il mérite ce qui lui est arrivé. Suk essaie de s’évader de l’hôpital pour aider Tenma, mais est arrêté par les détectives Bradec et Stransky qui l’informent que Grimmer a envoyé une lettre le disculpant du meurtre des officiers de police. Runge semble ne pas s’intéresser à l’arrestation de Tenma mais plutôt à la Maison des roses où il trouve une lettre probablement destinée à la mère des jumeaux. Tenma est transféré à Düsseldorf. |                                    |                        |                                    |                    |
| 52 | Drôle d'endroit pour une rencontre | 脱獄囚・弁護士         | Bengoshi                           | 26 avril 2005      |
| Les anciens patients de Dr Tenma engagent Alfred Baul pour le défendre. Baul demande l’assistance de Fritz Vardemann. Vardemann rend visite à Tenma en prison et accepte d’assurer sa défense. La femme de Vardemann vient d’accoucher et celui-ci demande à Baul d’aller voir Tenma. Eva retourne à Düsseldorf et rêve de la nuit où elle a vu Johan qui tuait Adolf Junkers. Tenma découvre avec stupeur que Baul est en réalité Roberto. Ce dernier lui dit qu’Eva Heinemann est sa prochaine cible. |                                    |                        |                                    |                    |
| 53 | Réminiscences                      | 決意                   | Ketsui                             | 3 mai 2005         |
| Après que Roberto lui a menacé de tuer Eva, Tenma décide d’avouer à la police qu’il est l’auteur des quatre meurtres pour être placé dans le même van qui transportera Gunther Milch, un autre prisonnier qui a prévu de s’évader lors de son transfert. Eva refuse de témoigner en faveur de Tenma. Elle sort se promener dans la ville de Düsseldorf, et se remémore les moments qu’elle a passés à côté de Tenma. Elle change d’avis et décide de rencontrer Baul (Roberto). |                                    |                        |                                    |                    |
| 54 | Du sang sur l'asphalte             | 脱走                   | Dassō                              | 10 mai 2005        |
| Tenma et Milch réussissent leur plan d’évasion mais Gustav (le complice de Milch) est sévèrement blessé lorsqu’il est renversé par le camion qui transportait les deux prisonniers. Gustav est transporté à Eisler Memorial par sa fiancée. Gunther et Tenma se séparent et Tenma tente de retrouver Eva pour la protéger de Roberto. Eva découvre que Roberto a réussi à la retrouver et se réfugie dans sa chambre d'hôtel. L’épisode se termine avec quelqu’un qui frappe à la porte. |                                    |                        |                                    |                    |
| 55 | Le fils de l'espion                | ４０２号室             | 402 gō shitsu                      | 17 mai 2005        |
| Tenma essaie de trouver Eva, mais à son arrivée à l'hôtel elle est déjà partie. Runge arrive à Düsseldorf, rencontre Vardemann et le questionne sur le passé de son père et en particulier sa relation avec Franz Bonaparta. Tenma, croyant que Vardemann travaille avec Roberto, le menace pour savoir où se trouve Eva. Vardemann lui assure qu’il n'est au courant de rien et lui donne un bloc-notes de son père. Tenma part et Vardemann va voir sa femme et son nouveau-né à l’hôpital. |                                    |                        |                                    |                    |
| 56 | Le journal de l'espion             | 終わらない旅           | Owaranai Tabi                      | 24 mai 2005        |
| Nina se promène dans la ville de Prague avec Dieter pour retrouver ses souvenirs et parvient à la Maison des roses. Elle se rappelle avoir été dans une salle dans laquelle il y a eu plusieurs morts, et évanouit. Lipsky, un marionnettiste, s’occupe d’elle et de Dieter. Il s’avère que Lipsky possède une large collection de livres d’images de Jakub Farobek, Emil Scherbe, et Klaus Poppe. Tenma retourne en Tchécoslovaquie. Johan arrive à la Maison des roses et y déclenche un incendie. |                                    |                        |                                    |                    |
| 57 | Les morts ont la vie dure          | あの日の夜             | Ano hi no Yoru                     | 31 mai 2005        |
| Nina s'est souvenue de la nuit quand Joahn a tué ses parents adoptifs et l'a contrainte à tirer sur lui. La police enquête sur l'incendie qui a été déclenché à la Maison des roses et l'un des pompiers découvre des ossements de quarante-six personnes. À son arrivée, Tenma rencontre le Général Wolf qui lui raconte son histoire et comment il a sauvé Johan et Nina lorsqu’ils étaient enfants ; juste après, il décède. Vardemann et le Dr Reichwein arrivent à la Maison des roses. Après que Nina et Dieter ont quitté Lipsky, Runge arrive chez Lipsky et confirme que celui-ci est le fils de Franz Bonaparta. |                                    |                        |                                    |                    |
| 58 | Profession protecteur              | いやな仕事             | Iyana Shigoto                      | 7 juin 2005        |
| Martin, sévèrement blessé par une balle, demande à rencontrer Dr Tenma. Son histoire commence deux mois plus tôt : il sort de prison et rencontre le Bébé et Petr Capek qui lui donnent un travail. Celui-ci consiste à escorter Eva Heinemann de Düsseldorf à Frankfurt. Eva accepte de le suivre de son plein gré. Elle commence à lui raconter son histoire. Après sa rencontre avec le Bébé, Eva a pour mission d'assister à des réceptions. |                                    |                        |                                    |                    |
| 59 | Rendez-vous avec la mort           | 悪魔を見た男           | Akuma wo mita Otoko                | 14 juin 2005       |
| Martin raconte comment il a rencontré Dr Tenma pour la première fois. Eva assiste à plusieurs réceptions, et Johan a même assisté à l'un de ces réceptions ; Eva l'a alors pointé du doigt pour l'identifier auprès de ses employeurs. Elle ne leur est alors plus utile et Martin reçoit pour consigne de la tuer. Eva lui confesse qu'elle savait qu'ils la tueraient à la fin de sa mission. Martin décide de ne pas suivre les ordres et cache Eva dans un hôtel. Il suit Christof Sievernich, un jeune homme qui s'est rapproché de Johan, et qui lui rappelle certains évènements de son passé. |                                    |                        |                                    |                    |
| 60 | La rédemption ou la mort           | 知りすぎた男           | Shirisugita Otoko                  | 21 juin 2005       |
| Martin continue à raconter ce qu'il s’est passé avant qu’on lui tire dessus. Il décide de protéger Eva et la laisse s’enfuir ; elle lui donne un rendez-vous à la gare de Francfort. Il tue tous les officiers qui sont venus rechercher Eva sauf un qui lui tire une balle dans le ventre. Il rencontre enfin Tenma dans son hôtel et lui donne quelques renseignements sur Johan ; Tenma ne peut pas le sauver. Il retrouve Eva à la gare et lui apprend la mort de Martin. Tenma lui conseille d’aller à Munich pour être sous la protection du Dr Reichwein. Eva accepte le conseil de Tenma et prend le train. Au dernier moment, elle change d’avis et décide d’acheter une arme pour se venger de la mort de Martin. |                                    |                        |                                    |                    |
| 61 | Aux portes du souvenir             | 記憶の扉               | Kioku no Tobira                    | 28 juin 2005       |
| Nina et Dieter retournent à l'appartement où Nina a vécu son enfance avec Johan et sa mère ; elle retrouve un peu sa mémoire. Elle décide de retourner à Munich chez Dr Reichwein et accepte d'être hypnotisée pour retrouver complètement la mémoire. Durant la séance de l'hypnose, Nina retrouve quelques souvenirs mais refuse de les révéler au Dr Gillen. Deux jours après, elle quitte Munich pour aller rejoindre Tenma et l'empêcher de tuer Johan. Jan Suk et Fritz Vardemann font équipe, interrogent les anciens résidents de la Maison des roses et essaient d'avoir des informations sur les livres d'images de Franz Bonaparta. |                                    |                        |                                    |                    |
| 62 | Les avions en papier               | 楽しい食卓             | Tanoshī Shokutaku                  | 5 juillet 2005     |
| Alors que Tenma est sur le point de suivre Petr Capek, la police débarque et il s’échappe. Une voiture le renverse et il est sauvé par Milan Kolacsh, un dentiste qui vit dans le quartier turc (le même quartier où le Bébé a voulu déclencher un incendie). Tenma est blessé à la jambe. Milan raconte à Tenma que Petr Capek est responsable de la mort de plusieurs personnes. Il lui raconte qu’ils étaient aussi des amis d’enfance. Tenma apprend que Milan a organisé un plan pour tuer Petr Capek pour se venger de la mort de son fils et des autres victimes ; il essaie en vain de le persuader d’abandonner. Milan échoue dans sa tentative et est tué par la police. Nina arrive à Frankfurt où elle voit la photo de Petr Capek, ce qui déclenche un autre souvenir.                                                        |                                    |                        |                                    |                    |
| 63 | Sans mobile apparent               | 無関係な殺人           | Mukankei na Satsujin               | 12 juillet 2005    |
| Egon Weisbach, le premier enquêteur sur le meurtre des parents de Johan et Anna, escorte Rheinhard Dinger, un tueur en série. Weisbach veut connaître la raison d’un des meurtres commis par Dinger et qui ne correspond pas à son modus operandi. Pendant ce temps, Dr Gillen interroge plusieurs meurtriers, chacun ayant commis un meurtre qui ne correspond pas à son mode opératoire. Gillen et Weisbach réalisent que tous ces criminels ont commis ces meurtres sous l’ordre d’un jeune garçon qui est probablement Johan. |                                    |                        |                                    |                    |
| 64 | Le bébé déprime                    | 赤ん坊の憂鬱           | Akanbou no Yuuutsu                 | 19 juillet 2005    |
| Petr Capek est informé par le Bébé qu’ils ont localisé Nina à Francfort. Le Bébé rencontre une prostituée à qui il fait peu à peu confiance. Mais elle le trahit et le tue dans sa chambre, ce qui crée la panique au sein de son organisation. Capek devient paranoïaque et décide d’aller en lieu sûr. Sur le chemin, il abat son chauffeur croyant qu’il allait le tuer. Il rencontre Johan qui lui fait savoir que Franz Bonaparta est toujours en vie. |                                    |                        |                                    |                    |
| 65 | Sur les traces de Johann           | ヨハンの足跡           | Yohan no Ashiato                   | 26 juillet 2005    |
| Capek rencontre Johan et lui rappelle que tout devrait être fait selon son plan, mais Johan n’est pas d’accord et disparaît. Nina rencontre enfin Capek et se rappelle quelques autres souvenirs de son enfance. Eva retrouve Christof Sievernich et lui demande des explications. Christof affirme que Johan et lui sont les seuls survivants du massacre commis au 511 Kinderheim. Tenma arrive à temps et sauve Eva de Christof qui était sur le point de la tuer. |                                    |                        |                                    |                    |
| 66 | Les origines du monstre            | おかえり               | Okaeri                             | 2 août 2005        |
| Capek raconte à Nina comment ses parents se sont rencontrés. Il lui révèle que son père était membre d’une organisation qui faisait des expériences ayant pour but de produire des enfants parfaits. Le jour de son accouchement, sa mère avait réussi à s’échapper. Tenma a blessé Christof à la jambe, et maintenant il le conduit à l’hôpital tout en l’interrogeant sur Petr Capek. Pendant qu’Eva est partie pour passer un appel, Tenma disparaît. Capek emmène Nina à une maison abandonnée pour rencontrer son frère Johan. Nina se rappelle que dans le passé lorsqu'elle s’est enfuie avec Johan, un couple sans enfants les a accueillis avec l’intention de les adopter, mais Johan les a tués car il avait un autre plan. |                                    |                        |                                    |                    |
| 67 | Je suis tu                         | ただいま               | Tadaima                            | 9 août 2005        |
| Nina rencontre Johan qui lui raconte ce qui s’est passé le jour où on la enlevé. Il a été ramené à une fête à La Maison des Roses où il rencontre Franz Bonaparta. Quelque temps après son arrivée tous les personnes qui assistent à la fête meurent empoisonnés. Nina se rappelle que c’est elle qui a assisté à ces meurtres et est choquée. Tenma réussit à la sauver avant qu’elle ne se suicide. Petr Capek révèle à Tenma que Johan essayera de tuer Franz Bonaparta. Petr Capek est assassiné par deux des membres de son organisation après qu’ils ont appris le meurtre d’un de leur collègue par Capeck. |                                    |                        |                                    |                    |
| 68 | Un village sans histoire           | ルーエンハイム         | Ruhenheim                          | 16 août 2005       |
| Runge arrive à Ruhenheim où il s’installe dans un hôtel. Il rencontre Wim Knaup, un enfant qui travaille dans l’hôtel et est abusé par son père alcoolique. Grimmer arrive à l’hôtel et rencontre Runge. Grimmer et Runge lancent à la recherche d’un chien disparu. Grimmer parle d’un massacre qui peut se produire à la ville. Un couple qui est installé dans le même hôtel que Runge et Grimmer découvre qu’ils ont gagné au loto. Ils ont peur qu’on leur vole l’argent et le mari décide d’acheter un arsenal d’armes. |                                    |                        |                                    |                    |
| 69 | Coups de feu dans les montagnes    | 安らぎの家             | Yasuragi no Ie                     | 23 août 2005       |
| Beaucoup de tirs ont été entendus à Ruhenheim, Runge et Grimmer conclurent que quelque chose de terrible allait se produire. Un couple âgé donne une arme à Wim pour se venger des autres enfants qui n’arrêtaient pas de le frapper. Le père de Wim en a aussi obtenu une. Nina se réveille dans l’hôpital, Tenma se rend à Prague et rencontre Lipsky et découvre que Johan est allé à Ruhenheim. Il apprend de Nina que Johan va se suicider. |                                    |                        |                                    |                    |
| 70 | Du sang sous la pluie              | 殺戮の町               | Satsuriku no Machi                 | 30 août 2005       |
| Plusieurs personnes ont été tuées à Ruhenheim par un mystérieux assassin. Grimmer retrouve Wim avant qu’il n’utilise son arme. Runge et Grimmer découvre que le propriétaire de l’hôtel est en fait Klaus Poppe (aussi connu sous le nom de Franz Bonaparta). Dr Reichwein et Dr Gillen montrent à Nina un e-mail envoyé par Johan pour elle. Nina décide de se rendre à Ruhenheim et conseille Dr Reichwein de cacher tous les personnes qui ont connu Johan parce que ce dernier essayera de les tuer avant de se suicider. Tenma arrive à Ruhenheim et essaye d’évacuer les gens de la ville. |                                    |                        |                                    |                    |
| 71 | La colère de Super-Steiner         | 超人シュタイナーの怒り | Chōjin Shutainā no Ikari           | 6 septembre 2005   |
| Tenma rencontre Runge et ce dernier s’excuse de l’avoir accusé à tort et lui demande d’aller à l’hôtel Versteck. Nina et Dr Gillen se rendent à Ruhenheim et retrouvent les gens que Tenma avait aidé à quitter la ville. Rounge retrouve l’un des assaillants et le force à dire où se cache Roberto. Grimmer et les autres qui se cachaient à l’hôtel ont été attaqués et Grimmer décide alors de sortir pour les affronter. Tenma retrouve Grimmer qui s’est transformé en Steiner Le Magnifique, et avait assassiné presque tous les autres assaillants. Avant qu’il ne meure, Grimmer lui donne une lettre de Runge. |                                    |                        |                                    |                    |
| 72 | La maison du vampire               | 名前のない男           | Namae no nai Otoko                 | 13 septembre 2005  |
| Runge retrouve Roberto dans l’une des chambres de l’hôtel Bergbach. Franz Bonaparta et Tenma décident d’aller aider l’inspecteur Runge. Bonaparta raconte à Tenma qu’il avait tué tous les personnes qui ont connu jumeaux et leur mère, et étaient au courant des expériences qu’ils ont pratiqué sur eux. Runge et Roberto sont tous les deux blessés, et Runge l’interroge sur son nom et où se cache Johan et celui-ci répond qu’il n’a pas de nom. Roberto mentionne aussi que Tenma est le dernier à mourir. Nina et Dr Gillen arrivent Ruhenheim et retrouvent dans une maison des dessins de elle et de Johan. |                                    |                        |                                    |                    |
| 73 | En attendant l'apocalypse          | 終わりの風景           | Owari no Fuukei                    | 20 septembre 2005  |
| Herbert recherche toujours son fils Wim, mais il a conclu que c’est le diable qui s’est emparé de la ville et est le responsable de tous les meurtres. Tenma, Bonaparta et Wim arrivent à l’hôtel Bergbach pour aider Runge et rencontrent Johan. Bonaparta essaye alors de tuer Johan mais a été tué par Roberto qui meurt après de ses blessures. Johan menace Tenma de tuer Wim s’il ne lui tire pas dessous. Herbert arrive sur place et tire sur Johan en croyant qu’il s’agit d’un fantôme. La police arrive et commence à interroger les survivants sur ce qui s’est passé. Johan est dans un état grave et Runge mentionne que Tenma est le seul qui peut lui sauver la vie. Tenma accepte d’opérer Johan. |                                    |                        |                                    |                    |
| 74 | Monster VS Monster                 | 本当の怪物             | Hontō no Kaibutsu                  | 27 septembre 2005  |
| Cet épisode se déroule un certain temps après les évènements de Ruhenheim. Le Dr Tenma s’engage maintenant avec Médecins sans frontières. Eva Heinemann travaille maintenant comme décoratrice d’intérieur et ne touche plus à l’alcool. Nina obtient son diplôme en droit. Suk, Vardemann et Runge visitent la tombe de Grimmer et ce dernier les informe qu’il a quitté son poste de commissaire et est maintenant professeur à l’école de police. Tenma voyage dans le Sud de la France pour rencontrer la mère des jumeaux et lui raconte comment on lui a volé ses deux enfants. Tenma visite après Johan qui ne s’est pas encore réveillé de son opération. L’épisode se termine en montrant le lit vide de Johan et une fenêtre ouverte.                                                                                            |                                    |                        |                                    |                    |

## Bande originale
- Opening (épisodes 1-74) : Grain par Kuniaki Haishima
- Ending (épisodes 1-32) : For the Love of Life par David Sylvian.
- Ending (épisodes 33-74) : Make it Home par Fujiko Hemming.